# 김동주 (축구 선수)
김동주(한국 한자: 金東柱, 1979년 8월 10일 ~ )는 대한민국의 축구 선수이며, 포지션은 미드필더이다.